# Трефилов, Владислав Васильевич
Владислав Васильевич Трефилов (1953—2020) — русский советский писатель, прозаик, поэт и краевед и издатель. Член Союза писателей России (с 1995). Лауреат Всероссийской литературной пушкинской премии (2008) и дважды лауреат Всероссийской литературной премии имени братьев Киреевских (2001, 2006).

## Биография
Родился 31 июля 1953 года в селе Ташла Оренбургской области.
С 1953 по 1978 год обучался на историко-филологическом факультете Оренбургского государственного педагогического института. С 1978 по 1981 год работал учителем средней школы, корреспондентом и журналистом в газете «Вечерний Оренбург». С 1981 по 1991 год работал на различных руководящих должностях в структуре Калужского машиностроительного завода и в системе вневедомственной охраны МВД СССР. С 1991 года — директор Калужской ассоциации деятелей культуры и искусства и с 1991 по 2020 год — директор калужского книжного издательства «Золотая аллея».
Член Союза писателей России с 1995 года, член Оренбургского областного литературного объединения имени В. И. Даля под руководством Г. Ф. Хомутова. С 1981 года член Калужского областного отделения Союза писателей России. Литературным творчеством начал заниматься в 1977 году после выпуска первых стихов. Автор книг и сборников: «Мгновение», «По солнечному расписанию», а так же серии книг, посвящённых истории калужского края, в том числе книга «Полотняный Завод. Опыт путеводителя» и книги «Атлас Калужской области» (2001). Трефилов был составителем и автором вступительной части в книге «Нет, весь я не умру. Шедевры русской лирики» (1999). Поэтические произведения и рассказы Трефилова печатались в таких сборниках как: «Антологии современной прозы», «Вечерний берег», «Антологии современной поэзии», «Они прилетят!» и «И с песней молодость вернётся». Трефилов печатался и публиковался в альманахах и сборниках таких издательств как: «Современник», «Приокское книжное издательство», «Южно-Уральское книжное издательство» и «Молодая гвардия».
Скончался 31 июля 2020 года в Калуге

## Награды
- Дважды лауреат Всероссийской литературной премии «Отчий дом» имени братьев Киреевских (2001 и 2006)
- Всероссийская литературная пушкинская премия «Капитанская дочка» (2008 — «За большие заслуги в издании оренбургских авторов и поэтическое творчество последних лет»[7])